# Kebir Mustapha Ammi
Kebir Mustapha Ammi est un écrivain de langue française, né en 1952 à Taza au Maroc, d'un père algérien et d'une mère marocaine, vivant en France depuis plus d’une trentaine d’années. Il enseigne la langue anglaise.

## Biographie
Né en 1952 de père algérien et de mère marocaine, Kebir Mustapha Ammi a grandi à Taza, ville située à la frontière du Maroc et de l’Algérie. Son œuvre est riche d’une quinzaine de romans et fait une large place à l’histoire du Maghreb.

## Œuvres
- Le Partage du monde, Gallimard Jeunesse, 1999.
- Thagaste, L'Aube, 1999.
- Sur les pas de saint Augustin, Presses de la Renaissance, 2001.
- La Fille du vent, L'Aube, 2002.
- Alger la Blanche ; Les Terres contrariées, 2003.
- Évocation de Hallaj, martyr mystique de l’islam, Presses de la Renaissance, 2003.
- Feuille de verre, Gallimard Jeunesse, 2004.
- Abd el-Kader, Actes Sud, 2004.
- Apulée, mon éditrice et moi, L'Aube, 2006.
- Le Ciel sans détours, Gallimard, 2007.
- Les Vertus immorales, Gallimard, 2009.
- Mardochée[2], Gallimard, 2011.
- Abd el-Kader. Non à la colonisation, Arles, France, Actes Sud Junior, coll. « Ceux qui ont dit non », 2011, 95 p.  (ISBN 978-2-7427-8500-1)
- Un génial imposteur [3], Paris, Mercure de France, coll. « Bleue », 2014, 256 p.  (ISBN 978-2-7152-3489-5)
- A la recherche de Glitter Faraday[1],[4],[5], Project’îles, 2023.  (ISBN 978-2-493036131)
- Le Coiffeur aux mains rouges, Elyzad, 2025   (ISBN 978-2-4944-6333-2)

## Décorations
- Officier du Ouissam alaouite — Le 22 août 2016, il est décoré officier de l'ordre du Ouissam Al Moukafâa Al Wataniya — ordre du Mérite national[6] — par le roi Mohammed VI.